# Herbert Ross
Herbert David Ross (n. 13 mai 1927, New York - d. 9 octombrie 2001, New York) a fost un actor, producător și regizor de teatru și film.
În 1977 a câștigat Premiul Globul de Aur pentru cel mai bun regizor și a fost nominalizat la Premiul Oscar pentru cel mai bun regizor pentru filmul The Turning Point.

## Filmografie

### Ca regizor
- Adio domnule Chips - Goodbye, Mr. Chips (1969)
- The Owl and the Pussycat (1970)
- T.R. Baskin (1971)
- Play It Again, Sam (1972)
- The Last of Sheila (1973)
- Funny Lady (1975)
- The Sunshine Boys (1975)
- The Seven-Per-Cent Solution (1976)
- Pas decisiv - The Turning Point (1977)
- Adio, dar rămân cu tine - The Goodbye Girl (1977)
- California Suite (1978)
- Nijinsky (1980)
- Pennies from Heaven (1981)
- I Ought to Be in Pictures (1982)
- Max Dugan Returns (1983)
- Footloose (1984)
- Protocol (1984)
- The Secret of My Success (1987)
- 1987 Giselle (Dancers)
- Steel Magnolias (1989)
- My Blue Heaven (1990)
- True Colors (1991)
- Undercover Blues (1993)
- Boys on the Side (1995)

## Legături externe
- Herbert Ross la Find A Grave
- en Herbert Ross la Internet Broadway Database
- Herbert Ross la Internet Movie Database
- http://www.cinemagia.ro/actori/herbert-ross-5093/